# Diofisisme
El diofisisme afirma la doble naturalesa de Crist, divina i humana. També és conegut com a difisisme, que és més correcte des del punt de vista de la llengua grega. En els anys que van seguir al quart concili ecumènic, el Concili de Calcedònia de 451, algunes Esglésies orientals, anomenades "monofisites", no se sotmeten als decrets conciliars i, per tant, se separen de l'ortodòxia catòlica que professa la doble naturalesa de Crist.